# Ґоро Акечі
Ґоро Акечі (яп. 明智 吾郎, кириліз.: Акечі Ґоро), також відомий під кодовим ім’ям Ворон (яп. クロウ, Куро) — вигаданий персонаж і другорядний антагоніст відеогри Persona 5 (2016), шостої основної частини серії Persona. Він — учень третього року старшої школи та детектив. Акечі протистоїть діям Примарних крадіїв сердець і виступає як суперник, дзеркальне відображення та наративна противага головному героєві — Джокеру. Персонажа озвучують Соічіро Хоші (японською) та Роббі Деймонд (англійською).

## Концепція
Акечі був створений художником Шіґенорі Соеджімою як образ «таємничого детектива» і антипод Джокера. Його ім’я є відсиланням до Коґоро Акечі — класичного персонажа, створеного письменником Едоґавою Рампо. Подібно до свого літературного тезки, Ґоро — публічний розслідувач і медійна постать, що формує образ «героя справедливості». У грі Persona 5 Акечі вперше з’являється як харизматичний та розважливий слідчий, який активно критикує Примарних крадіїв у ЗМІ. Пізніше він приєднується до них у Палаці Сае Ніджіми під псевдонімом Ворон. Однак згодом стає очевидним, що він зрадник і таємний вбивця, діючи за наказом Масайоші Шідо — високопоставленого політика. Сам Акечі є його незаконнонародженим сином і прагне помсти за роки зневаги. Зрештою він жертвує собою, аби врятувати Примарних крадіїв, дізнавшись, що Шідо має намір його усунути. У Persona 5 Royal глибше розкривається його справжня особистість, а також він стає доступним для гри в третьому семестрі. У цих подіях він проявляє агресивнішу, але щирішу натуру, вступаючи в дискусії з Джокером на моральні теми. У фіналі гри стає зрозуміло, що повернення Акечі стало можливим завдяки бажанню Джокера. Його подальша доля залежить від вибору гравця.

## Дизайн
Основним кольором персонажа є білий — контраст до чорного в образі Джокера. У дизайні Акечі закладено зовнішню привабливість і приховану тривогу: недбало зав’язана краватка, розстебнутий комір і скуйовджене волосся створюють образ «ідеального, але небезпечного» юнака. У образі Примарного крадія він носить формальний костюм із маскою тенґу — щоб надати його вигляду зверхності. У бою Акечі володіє кількома Персонами, подібно до Джокера. Його початкова Персона — Робін Гуд, втілення героя справедливості. Згодом він отримує Локі, темнішу, хаотичну Персону з камуфляжем у стилі Першої світової війни. У Persona 5 Royal його фінальною Персоною стає Геревард, символ глибшого внутрішнього перетворення. У розширеній версії гри художники запропонували додати змінні портрети персонажа, аби краще передати його емоційний спектр. Зокрема, було введено варіації з хижим, глузливим або спустошеним виразом обличчя — на противагу стриманій масці доброзичливості. Під час запису нових реплік у Royal голос Соічіро Хоші виявився настільки насиченим, що довелось перезаписати частину реплік, зробивши їх менш експресивними.

## Появи
Окрім основної гри, Акечі з’являється у Persona 5: Dancing in Starlight (як DLC), Persona Q2: New Cinema Labyrinth і аніме-адаптації Persona 5: The Animation. В аніме його сюжетну лінію було розширено за рішенням режисера Масаші Ішіхами, який прагнув зробити Акечі центральним джерелом конфлікту. У сценічній постановці його зіграв Йошіхіде Сасакі, який проходив спеціальну підготовку і самостійно пройшов гру перед виконанням ролі. Акечі став об’єктом кросмедійних колаборацій, включаючи колекцію одягу від бренду SuperGroupies.

## Сприйняття
Акечі отримав суперечливу, але активну реакцію фанатів і критиків. Попри критику його особистості, персонаж посідав високі місця у фанатських і офіційних рейтингах: перше місце у Persona 5 Maniacus, перше місце на Sega Festival 2016, третє у голосуванні до 5-ї річниці гри, а також перше місце в опитуванні SEGA Bilibili для Persona 5 Royal. Критики позитивно оцінили голос Роббі Деймонда, а також хімію між Акечі та Джокером. Comic Book Resources поставили їхню спільну атаку на перше місце серед «Showtime»-комбінацій. Polygon, Siliconera та GameSpot визнали образ Акечі у Royal значно глибшим і вдалішим, ніж в оригінальній грі. Однак не всі відгуки були схвальними. Destructoid назвали Акечі «найгіршим хлопцем» гри через егоцентризм і нав’язливу поведінку. TheGamer критикували обов’язкову прив’язку до нього у Royal, вважаючи додану сюжетну лінію недостатньо щирою. The A.V. Club вважали, що Акечі виглядає як персонаж з дитячого аніме, надто різко контрастуючи з реалістичною атмосферою гри. Водночас інші оглядачі, як-от Крістофер Фарріс з Anime News Network, вважали, що саме його персонаж додає історії динаміки й драматичного напруження, особливо завдяки дискусіям про мораль із Джокером. Акечі також став предметом мемів — зокрема, інтернет-жарт про млинці — став популярною частиною фан-культури навколо персонажа.